# Cerkiew św. Mikołaja w Nowym Jorku
Cerkiew św. Mikołaja – prawosławna cerkiew Patriarchatu Konstantynopolitańskiego w Nowym Jorku. Była jedynym miejscem kultu, które uległo zniszczeniu w związku z zamachem na World Trade Center. Jej odbudowa rozpoczęła się w 2014, następnie została przerwana w 2017 i wznowiona w 2020. Otwarto ją ponownie we wrześniu 2021.

## Galeria

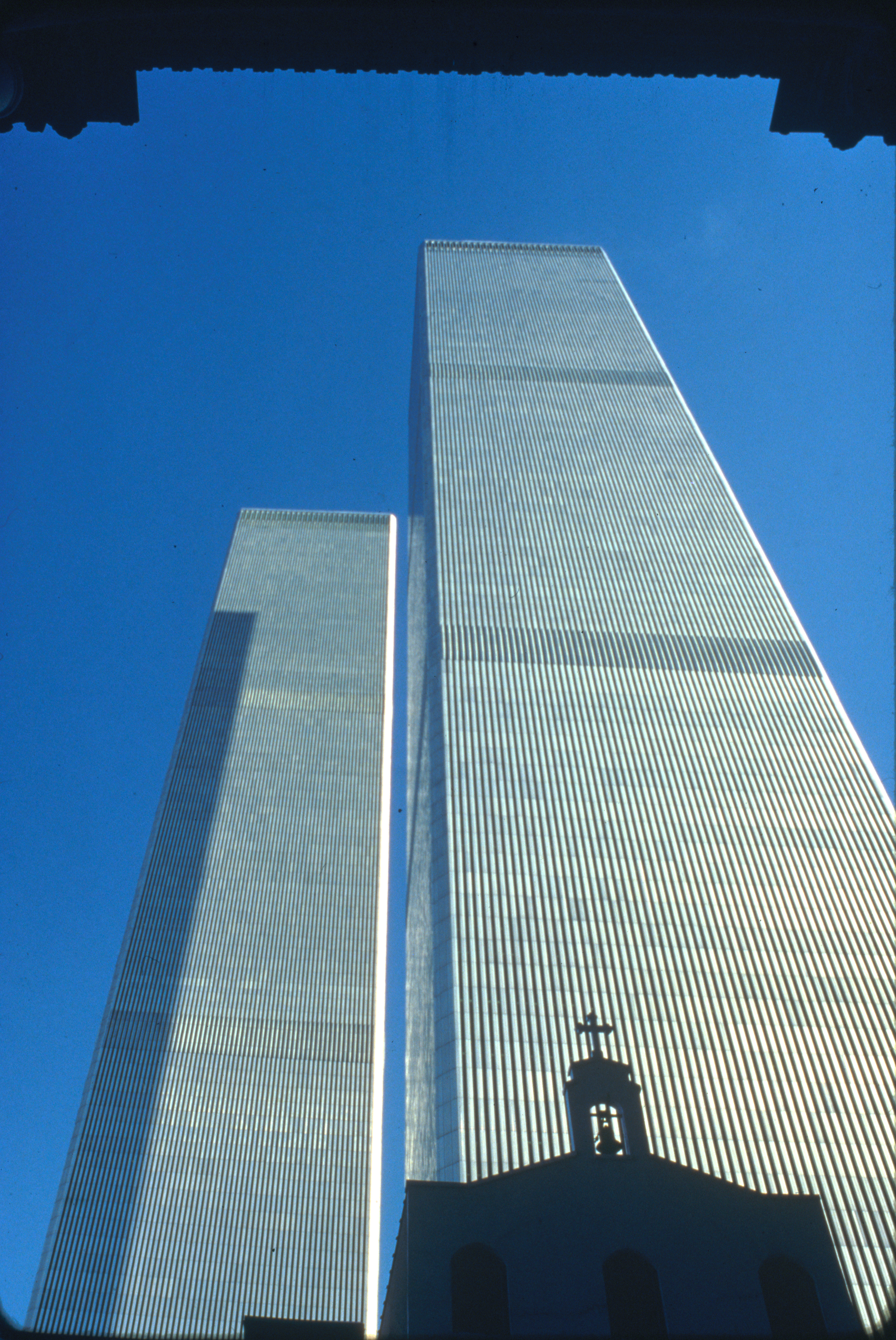
Stary budynek Cerkwi przed dawnym kompleksem World Trade Center
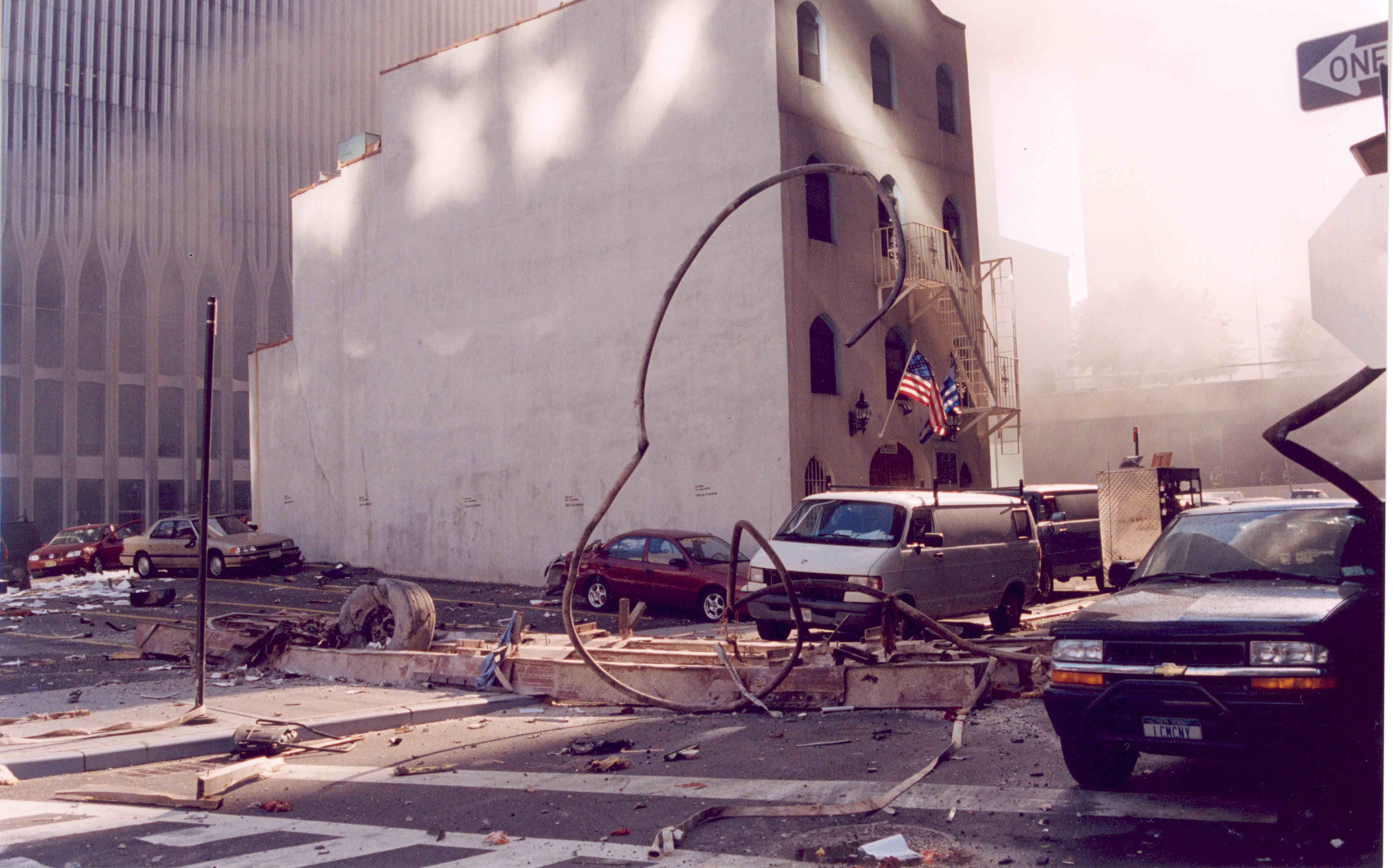
Szczątki lotu 11 i Wieży Północnej przed starym budynkiem Cerkwi w trakcie zamachów z 11 września 2001 roku